# 蔣錫培
蔣錫培，(1963年4月—)中國江蘇省宜興人，中國遠東電纜股份有限公司創始人，董事長。

## 生平
蒋锡培，远东控股集团有限公司党委书记、董事局主席，高级经济师，中共十六大代表。1990年2月，蒋锡培自筹资金180万元，征地3亩，带领28名青年好友，在无锡市经济最薄弱乡镇之一的宜兴市范道乡，创办了范道电工塑料厂。如今已发展成为拥有200余亿元资产，员工10000余名，品牌价值评估170.76亿元，年销售超两百亿，以电线电缆、医药、房地产、生化和投资为核心业务的大型民营股份制企业集团，在全国近百个大中城市设有200 余家营销机构，电线电缆产销已连续16年位居全国第一。